# Ostap Slywynskyj

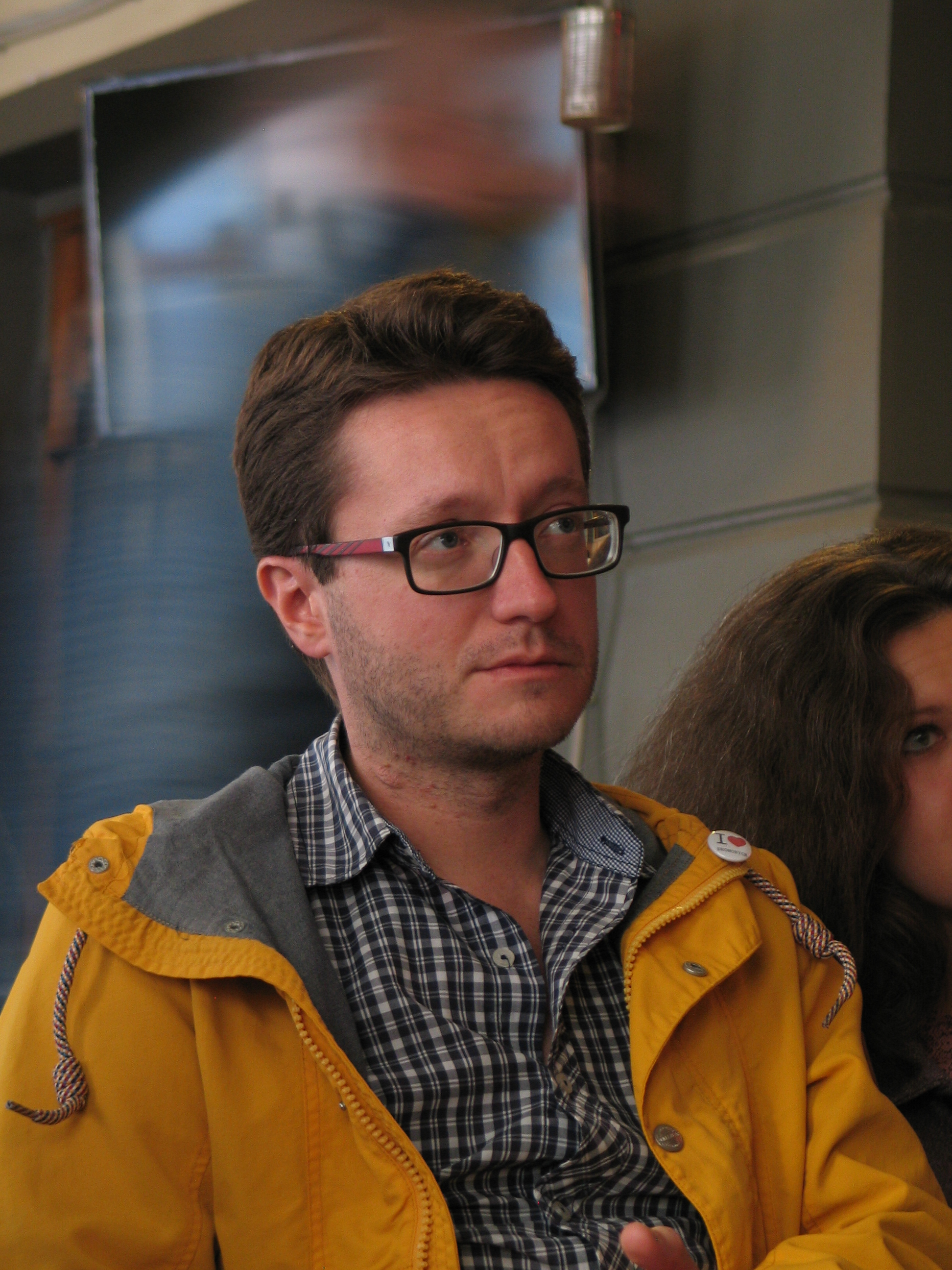
Ostap Slywynskyj (2015)

Ostap Slywynskyj (ukrainisch Остап Тарасович Сливинський/Ostap Tarassowytsch Slywynskyj; * 14. Oktober 1978 in Lwiw, Ukrainische SSR) ist ein ukrainischer Dichter, Übersetzer,  Literaturkritiker und Literaturwissenschaftler.

## Leben
Slywynskyj promovierte 2007 am Institut für Slawistik der Universität Lwiw mit einer Arbeit zum Phänomen der Stille in der Literatur, basierend auf bulgarische Prosa der 1960er–1990er Jahre. Bis 2009 veröffentlichte Slywynskyj vier Gedichtbände, die sowohl in Literaturzeitschriften als auch in Anthologien veröffentlicht und in elf Sprachen übersetzt wurden.
Zudem war Slywynskyj einer der Herausgeber einer Anthologie aktueller ukrainischer und weißrussischer Literatur und der polnisch-deutsch-ukrainischen Literaturzeitschrift Radar.
Er beteiligt sich des Weiteren an interdisziplinären Kunstprojekten und ist Dozent an der Universität in Lwiw, wo er 2006 und 2007 auch Koordinator des Internationalen Literaturfestivals war. Slywynskyj übersetzt regelmäßig Bücher aus der englischen, belarussischen, bulgarischen und polnischen Sprache. Seine letzte Übersetzung, Olga Tokarczuks Jakobsbücher, erhielt 2020 eine besondere Anerkennung seitens des Literaturpreises der UNESCO-Stadt Lwiw.
Ostap Slywynskyj gehörte im Dezember 2016 zu den Unterzeichnern des Aufrufs des Internationalen Literaturfestivals Berlin „Schluss mit dem Massenmord in Aleppo!“, der sich gegen den „Bombenkrieg des russischen Präsidenten Putin in der syrischen Stadt Aleppo“ wendet.

## Werk
- Schertvoprinoschennja velykoi ryby; Das Opfer des großen Fisches (1998)
- Poludneva linija; Mittagslinie (2004)
- Mjatsch u pitmi; Ball in der Dunkelheit (2008)
- Ruchomy ogien’; Lauffeuer (2009)[1][2]
- Adam (2012)[3]
- Im fünften Jahrtausend erwachen: Gedichte aus den Jahren 2008 bis 2016. Edition.fotoTAPETA, Berlin 2017, ISBN 978-3-940524-55-3 (Aus dem Ukrainischen von Claudia Dathe.)
- Winterkönig (2018)
- Wörter im Krieg. Edition.fotoTAPETA, Berlin 2023, ISBN 978-3-949262-28-9 (übersetzt von Maria Weissenböck)

## Ehrungen
- 1997 Bohdan-Ihor-Antonych-Literaturpreis
- 2000 den Smoloskyp-Preis
- 2009 Hubert-Burda-Preis für junge osteuropäische Lyrik[1][2]
- 2020 besondere Anerkennung des Literaturpreises der UNESCO-Stadt Lwiw